# Wielkie ordonanse
Wielkie ordonanse – zbiór czterech ordonansów wydanych przez francuskiego króla Ludwika XIV z inicjatywy Jeana-Baptiste'a Colberta, stanowiące próbę skodyfikowania prawa stanowionego (tzw. statute law).
Były to:
1. Ordonans o postępowaniu cywilnym wydany w 1667.
2. Ordonans o postępowaniu karnym z 1670.
3. Ordonans o handlu z 1673.
4. Ordonans o marynarce (zawierający przepisy z dziedziny prawa morskiego) wydany w 1681.

Ordonans o postępowaniu cywilnym oraz ordonans o postępowaniu karnym stanowią tzw. Kodeks Ludwika XIV.